# Cantonul Ballon
Cantonul Ballon este un canton din arondismentul Le Mans, departamentul Sarthe, regiunea Pays de la Loire, Franța.

## Comune
| Comune                  | Populație (1999) | Cod poștal | Cod INSEE |
| ----------------------- | ---------------- | ---------- | --------- |
| Ballon                  | ...              | 72290      | 72023     |
| Beaufay                 | ...              | 72110      | 72026     |
| Courcebœufs             | ...              | 72290      | 72099     |
| Courcemont              | ...              | 72110      | 72101     |
| La Guierche             | ...              | 72380      | 72147     |
| Joué-l'Abbé             | ...              | 72380      | 72150     |
| Montbizot               | ...              | 72380      | 72205     |
| Sainte-Jamme-sur-Sarthe | ...              | 72380      | 72289     |
| Saint-Jean-d'Assé       | ...              | 72380      | 72290     |
| Saint-Mars-sous-Ballon  | ...              | 72290      | 72301     |
| Souillé                 | ...              | 72380      | 72338     |
| Souligné-sous-Ballon    | ...              | 72290      | 72340     |
| Teillé                  | ...              | 72290      | 72349     |